# Behrensdorf (Østersøen)
Behrensdorf er en by og kommune i det nordlige Tyskland, beliggende i Amt Lütjenburg i den nordøstlige del af Kreis Plön. Kreis Plön ligger i den østlige/centrale del af delstaten Slesvig-Holsten.

## Geografi
Behrensdorf er beliggende ved Hohwachter Bucht, omkring seks kilometer nord for Lütjenburg, fem Kilometer nordvest for østersøbadet Hohwacht og næsten tredive kilometer øst for delstatshovedstaden Kiel.
Kommunen er indrammet af Kleiner Binnensee, Großer Binnensee, nabokommunen Panker og Østersøen mod nord.
Kleiner Binnensee og de tilgrænsende saltenge er et Naturschutzgebiet. Mod nordvest ligger fyrtårnet Neuland.
I kommunen ligger ud over Behrensdorf, landsbyerne og bebyggelserne Lippe, Seekamp, Neuland, Kembs, Waterneverstorf og Stöfs.